# الأبلة طم طم (فلم)
الأبلة طم طم فيلم كوميدي مصري من إنتاج سنة 2018. الفيلم من إخراج علي إدريس، وتأليف أيمن وتار، وإنتاج وائل عبد الله، ومن بطولة ياسمين عبد العزيز، وحمدي الميرغني، وبيومي فؤاد، ومصطفى أبو سريع، وهشام إسماعيل.

## ملخص القصة
- تدور قصة الفيلم حول هروب  المساجين من خلال نفق سري تحت الأرض، ثم يفاجئوا أنهم داخل مدرسة نموذجية، ليقرروا المكوث فيها حتى إشعار أخر، في ظل مقاومة من الأبلة طم طم.[4]

## طاقم التمثيل
- ياسمين عبد العزيز[5]
- حمدي الميرغني
- بيومي فؤاد
- مصطفى أبو سريع
- هشام إسماعيل
- عبد الله مشرف
- تميم عبده
- حسين أبو حجاج
- محمد فاروق شيبا
- شادي ألفونس
- إنعام سالوسة

## الإنتاج
- كتب أيمن وتار قصة الفيلم، وكان الفيلم من إخراج علي إدريس، المنتج وائل عبد الله.

## وصلات خارجية
- مقالات تستعمل روابط فنية بلا صلة مع ويكي بيانات